# Mono
Móno- (grško mónos - sam, en, edini) je predpona , ki se nanaša na število ena, npr.:
- monodrama
- monom
- monopol
- monoteizem